# Mongoloraphidia tienshanica
Mongoloraphidia tienshanica is een kameelhalsvliegensoort uit de familie van de Raphidiidae. De soort komt voor in Kirgizië.
Mongoloraphidia tienshanica werd voor het eerst wetenschappelijk beschreven door H. Aspöck et al. in 1996.